# Berom

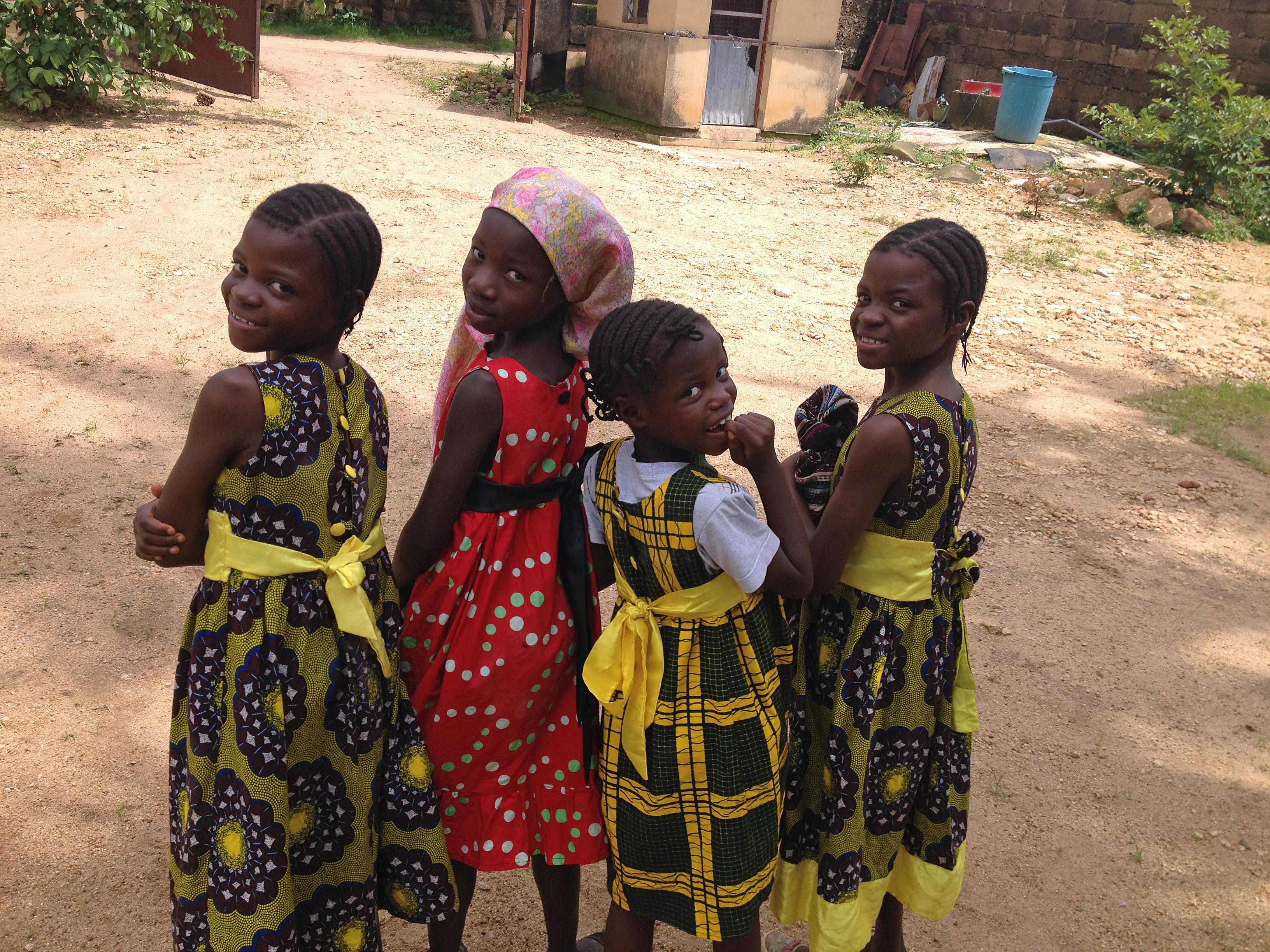
Berom

Berom, Birom, Beron, Gbang – lud subsaharyjski z grupy etnicznej Benue, rdzenna, najliczniejsza grupa etniczna wyżyny Jos w Nigerii.
Lud żyje w obrębie stanu Plateau, przeważnie w rządowych obszarach lokalnych Jos Południowe, Jos Północne, Berakin Ladi (Barakin Ladi) i Riyom, a także w stanach Kaduna (w Jema) i Bauczi. Mówią językiem berom. Lud liczy ok. 464 tys. osób.
Religia:
- chrześcijaństwo: 96% (ewangelikalizm: 33%), w tym:
  - Kościół Rzymskokatolicki: 80%
  - protestantyzm: 10%
  - kościoły niezależne: 10%
- religie tradycyjne: 4%

Obecny (2012) gubernator stanu Plateau, Jonah David Jang, pochodzi z ludu Berom.
Berom posiadają bogate, unikalne dziedzictwo kulturowe. Corocznie w marcu lub kwietniu świętują festiwal Nzem Berom.
W pierwsze dziesięcioleciu XXI w. odnotowano kilka zbrojnych konfliktów z muzułmańskim ludem Hausa.